# MC Giaime
MC Giaime, pseudonimo di Giaime Fiumanò (Roma, 23 maggio 1974 – Roma, 16 ottobre 1998), è stato un rapper e writer italiano.

## Biografia
Iniziò come writer per poi dedicarsi all'hip hop, conoscendo personaggi come Piotta, Crash Kid, Spike, Duke, Zed, Rude Mc, Clown, Mishar e cantando inizialmente in inglese.

A causa di un rabdomiosarcoma, una massa tumorale che mina il suo fisico, muore il 16 ottobre 1998, poco dopo aver parlato al telefono con un amico che si trova a New York. Dopo quella telefonata, prima di morire, scrive: 
 A partire dal 1999, venne creato a Roma l'evento hip hop omonimo (conosciuto anche come Incompatibile). L'anno successivo venne istituita l'Associazione Culturale Giaime Fiumanò. Nel 2002 viene pubblicato il progetto Incompatibile 1999/2002, i cui proventi sono donati all'AIRC. Due anni dopo viene pubblicato MC Giaime - Il Film, un DVD contenente le performance dell'MC Giaime 2003. Nel 2004 viene inoltre istituito anche un premio nazionale che prende il suo nome, il Premio MC Giaime.
Parte degli scritti di Giaime Fiumanò – riflessioni, testi hip hop, racconti poetici, sperimentazioni di linguaggi, aforismi, ricordi, appunti di lettura e di viaggi – sono stati raccolti nel libro Vado a vivere nel Bronx: arte filosofia musica di un ventenne underground, con una nota di Walter Veltroni. Il libro contiene 55 pagine di disegni e colori inediti. I quadri, i disegni, gli studi sul graffiti writing – MC Giaime era chiamato the king del Throw up ed il suo SAY è un classico del writing – sono stati esposti in una grande mostra multimediale a Roma, intitolata "McGiaime: Policronia di un'Anima" dal 17 al 22 novembre 2004 presso la galleria Etoile in Piazza San Lorenzo in Lucina, con il patrocinio del Comune e della Provincia di Roma e curata da Achille Bonito Oliva e Miriam Mirolla. Il Catalogo si trova presso l'Associazione Culturale Giaime Fiumanò.
Il 5 dicembre del 2017 viene inaugurato a Roma, nella scuola Principe di Piemonte nel quartiere Ostiense, alla presenza del sindaco Virginia Raggi, il teatro "MC Giaime", dopo il restauro finanziato dall'associazione Associazione Culturale Giaime Fiumanò.

## Discografia

### Album postumi
- 2002 – Incompatibile 1999/2002
- 2003 – Incompatibile 2 - Grande prova! incluso nel cofanetto MC Giame - Il Film (Antibemusic)

### Altre apparizioni
- 1997 – La banda der trucido - Tutto inedito